# Deinococcus radiodurans
Deinococcus radiodurans és un bacteri extremòfil, un dels organismes més resistents a la radiació que es coneixen. Pot sobreviure al fred, a la deshidratació, al buit i als àcids i, per tant, se'l classifica com poliextremòfil i en el llibre Guinness del Rècords està registrat com el més resistent d'entre els bacteris.

## Nom i classificació
El nom científic de Deinococcus radiodurans deriva del grec antic δεινός (deinos) i kokkos que significa "gra terrible" i del llatí radiusi durare que significa "supervivent a la radiació". Abans es deia Micrococcus radiodurans. Té el mal nom de "Conan el Bàrbar".

Deinococcus és l'únic gènere dins l'ordre Deinococcales. D. radiodurans és l'espècie tipus del gènere i l'espècie més estudiada. També se sap que són resistents a la radiació les espècies: D. proteolyticus, D. radiopugnans, D. radiophilus, D. grandis, D. indicus, D. frigens, D. saxicola, D. marmoris, D. deserti, D. geothermalis i D. murrayi; aquest darrer també és termòfil.

## Història
D. radiodurans va ser descobert l'any 1956 per Arthur W. Anderson de l'Oregon Agricultural Experiment Station a Corvallis, Oregon. Es va fer experiments per veure si es podia esterilitzar llaunes d'aliments amb altes dosis de raigs gamma i en una mostra sotmesa a radiació es va aïllar D. radiodurans
Deinococcus radiodurans té la qualitat única de poder reparar ADN de simple i doble cadena.

## Descripció
D. radiodurans és més aviat esfèric amb un diàmetre d'1,5 a 3,5 µm. Quatre cèl·lules formen una tètrada. És de cultiu fàcil i no sembla que causi malalties.

## Aplicacions
Deinococcus s'ha modificat genèticament per usar-lo en bioremediació per consumir i digerir solvents i metalls pesants, fins i tot en llocs molt radioactius.
El Craig Venter Institute ha usat el seu sistema de reparació d'ADN per produir un organisme sintètic anomenat Mycoplasma laboratorium.
L'any 2003, es va demostrar que D. radiodurans com a sistema d'emmagatzemar informació que seria resistent als efectes d'una catàstrofe nuclear.